# Les McKeown
Leslie Richard „Les“ McKeown (Aussprache: [ˈlesˈmækkju:n] * 12. November 1955 in Edinburgh; † 20. April 2021 in London) war ein britischer Sänger. Er war von 1973 bis 1978 Sänger der Bay City Rollers und veröffentlichte auch zwei Soloalben.

## Biografie
1973 verließ McKeown die Band Threshold und wurde Sänger der Bay City Rollers. Nach dem Bruch mit der Band arbeitete er 1978 an einer Solokarriere und veröffentlichte 1979 das Album All Washed Up. In Japan war er dabei erfolgreich, während er in Europa nicht an den Erfolg seiner ehemaligen Band anknüpfen konnte.
Ende der 1980er Jahre gelang ihm in Deutschland mit dem Produzenten Dieter Bohlen die Rückkehr in die Charts. Seine erste Single, She’s a Lady, die auch auf dem Debütalbum von Blue System zu finden war, erreichte Platz 38 der deutschen Singlecharts. Es folgten mit Love Is Just a Breath Away, Love Hurts and Love Heals und It’s a Game vom Soundtrack zur ZDF-Fernsehserie Rivalen der Rennbahn drei weitere aus Bohlens Feder stammende Top-50-Hits in Deutschland.
Die Hälfte des 1989er-Albums It’s a Game – The First Album, die Lieder Looking for Love, Natural Lover, I Need Your Love und I’ll Be Your Lover, produzierte McKeown selbst. Die letzte Single, das ebenfalls von Bohlen geschriebene Nobody Makes Me Crazy (Like You Do), wurde als Albumtrack auch in einer Version von Blue System veröffentlicht. 
Im März 1990 nahm McKeown mit dem Titel Ball and Chain an der britischen Vorentscheidung zum Eurovision Song Contest teil und belegte den vierten Platz. 2005 tourte er mit einer Bay-City-Rollers-Nachfolgeband. Gemeinsam mit dem Fotografen Wolfgang Heilemann betrieb McKeown ab Mitte der 1990er Jahre einen Karaoke-Shop in München. Bis zuletzt tourte er mit einer Band unter dem Namen McKeown's Bay City Rollers durch die Welt.
Les McKeown starb im April 2021 im Alter von 65 Jahren in London.

## Diskografie

### Alben
- 1979: All Washed Up
- 1980: 100% Live
- 1980: The face of love
- 1981: The Greatest
- 1981: Sweet Pain
- 1982: Heart Control
- 1989: It’s a Game – The First Album
- 2016: The Lost Songs

### Singles
- 1979: Shall I Do It (One More Number One)
- 1981: Tender Love
- 1988: She’s a Lady
- 1988: Love Is Just a Breath Away
- 1989: It’s a Game
- 1989: Love Hurts and Love Heals
- 1989: Nobody Makes Me Crazy (Like You Do)